# Џејлен Брансон
Џејлен Брансон (енгл. Jalen Brunson; Њу Брансвик, Њу Џерзи, 31. август 1996) амерички је кошаркаш. Игра на позицији бека, а тренутно наступа за Њујорк никсе.
На НБА драфту 2018. одабрали су га Далас маверикси као 33. пика у другој рунди.
Наступао је за репрезентацију САД на Светском првенству 2023. године.

## Успеси

### Појединачни
- НБА ол-стар меч (2): 2024, 2025.
- Идеални тим НБА — друга постава (2): 2023/24, 2024/25.
- НБА клач играч године (1): 2024/25.